# 모구이란
모구이란(莫桂蘭, 막계란, 1892년 10월 15일 ~ 1982년 11월 3일)은 중국의 여성 무술가였다.
중화민국 시대 초기의 무술가 겸 한의사였던 황페이훙(黃飛鴻)의 유일한 여제자이자 4번째 마지막 부인이다.

## 생애
청나라 광둥성 마오밍 현 가오저우 구에서 출생하여 지난날 한때 청나라 광둥성 포산 부 난하이 구에서 잠시 유아기를 보낸 적이 있는 그녀는 그 후 중화민국 광둥성 광저우에서 성장하였다.
어린 시절부터 무예에 천부적인 출중함을 지니던 그녀는 일찍이 황페이훙(黃飛鴻)의 여제자가 되었고 1915년 45년 연상의 황페이훙과 결혼하였다.
1924년 황페이훙과 사별하였고 1931년 제자들과 함께 홍콩(香港)으로 이주했다. 그 후로는 주로 홍콩에서 일생과 만년을 보냈으며 만년에는 만성 저혈압으로 투병하다가 1982년 11월 3일을 기하여 향년 90세로 별세하였다.